# Francisco Hormazábal
Francisco Hormazábal Castillo (Aguas Blancas, 4 de julio de 1919-Santiago, 13 de enero de 1990) fue un futbolista y entrenador chileno.  

## Trayectoria

### Como futbolista
Comenzó a jugar fútbol en el barrio San Eugenio, y en 1936 llegó a las inferiores de Colo-Colo. En 1940 debutó en el primer equipo como centro delantero, en un amistoso contra la selección de Potrerillos. Poco después lo mandaron a préstamo a Universidad Católica, en donde alcanzó a actuar en un encuentro frente a Magallanes.
Volvió a Colo-Colo, y en 1941 el entrenador húngaro Francisco Platko lo ubicó como half derecho, en marco de la llegada de las tácticas al fútbol chileno. Compartió el mediocampo junto a Óscar Medina y José Pastene, y dentro de sus funciones estaba anular a los interiores rivales y alimentar al ataque. Logró ese año el campeonato invicto como titular.
Al año siguiente, en uno de los últimos encuentros de la temporada, frente a Audax Italiano, se lesionó de la rodilla. Estuvo seis meses sin jugar. Cuando volvió, se convirtió en figura de su equipo, y conquistó el campeonato de 1944.
En junio de 1945 una lesión lo hizo ir a Buenos Aires para operarse. Estuvo en Argentina durante cuatro meses.
Ganó con Colo-Colo el campeonato de 1947, y una lesión al tobillo lo hizo terminar su carrera.

### Como entrenador
En el año 1950 comienza su segundo ciclo en el fútbol como entrenador dirigiendo al equipo Fiap de Tomé de la Competencia Regional Zona Central. El año 1952, logra su primer título con Palestino en la Segunda División, hoy Primera B. En 1954 dirige al campeón de la Segunda División O’Higgins-Braden, que sube a la Primera División como O’Higgins de Rancagua. Estuvo tres años en O’Higgins, va luego a San Fernando para dirigir a Colchagua.
Retorna a Santiago para sucesivamente dirigir: en 1959 y 1960 a Unión Española, en 1962 a Ferrobadminton. En el año 1962 trabajó como veedor de Don Fernando Riera (DT de la Selección de Chile). En 1963 en la Selección de Chile y en Santiago Morning. En 1964 en Green Cross obteniendo el título de Campeón de la Segunda División, en calidad de invicto. En 1965 conduce la Selección Chilena en su campaña para clasificar al Mundial de 1966 - Inglaterra, la deja cuando sólo faltaba jugar el partido definitorio.
Los años 1966 y 1967, en Colombia entrenando al Independiente de Medellín.
De regreso en Chile en 1968 saca campeón de Segunda División a Antofagasta Portuario, continuando con el mismo equipo en 1969 en la Primera División chilena.
En 1970 campeón en la Primera División Chilena como D T  de Colo-Colo, equipo al cual también entrenó el año 1971.En el inicio del año 1972, sólo hasta el mes de septiembre entrenó a Santiago Wanderers.
De regreso en Colombia en el Medellín los años 1972 y 1973, en Pereira el año 1974.  En 1975 campeón con el Santa Fe de Bogotá, el mismo equipo dirige el año 1976.
Desde 1977 a 1981 en el Unión Magdalena de Santa Marta, para terminar en Colombia el año 1982 dirigiendo al Pereira.
En su regreso a Chile en 1983 dirige a Huachipato equipo de la Segunda División, para en 1984 salir campeón y ascender a la Primera División.
En el siguiente año 1985, su último activo, trabajando como DT de Audax Italiano, le sobreviene un pre-infarto y abandona el cargo. Finalmente murió en enero de 1990, por el pre-infarto que sufrió 5 años antes.

## Selección nacional
Sus campañas con Colo-Colo lo hacían fijo para el Campeonato Sudamericano 1942, pero la lesión a la rodilla que sufrió, lo dejaron fuera de la delegación a Montevideo. En el Campeonato Sudamericano 1945 tuvo su oportunidad, y debutó en la selección contra Ecuador. En ese partido, sufrió un ataque de apendicitis, por lo que se perdió dos encuentros. Fue titular en los tres restantes. En total jugó 4 encuentros, y convirtió en una oportunidad.

### Participaciones en Campeonatos Sudamericanos
| Sudamericano                 | Sede  | Resultado    | PJ | G |
| ---------------------------- | ----- | ------------ | -- | - |
| Campeonato Sudamericano 1945 | Chile | Tercer lugar | 4  | 1 |

## Clubes

### Como futbolista
| Equipo               | País  | Temporadas | Partidos | Goles |
| -------------------- | ----- | ---------- | -------- | ----- |
| Universidad Católica | Chile | 1940       | 1        | 0     |
| Colo-Colo            | Chile | 1941-1949  | 78       | 13    |
| Total                | Total | Total      | 78       | 13    |

### Como entrenador
| Club                   | País     | Año       |
| ---------------------- | -------- | --------- |
| Fiap de Tomé           | Chile    | 1950      |
| Palestino              | Chile    | 1952      |
| O'Higgins Braden       | Chile    | 1954      |
| O'Higgins              | Chile    | 1955-1956 |
| Deportes Colchagua     | Chile    | 1957-1958 |
| Unión Española         | Chile    | 1959-1960 |
| Ferrobádminton         | Chile    | 1962      |
| Selección de Chile     | Chile    | 1963-1965 |
| Santiago Morning       | Chile    | 1963      |
| Green Cross-Temuco     | Chile    | 1964      |
| Santiago Morning       | Chile    | 1965      |
| Independiente Medellín | Colombia | 1966-1967 |
| Antofagasta Portuario  | Chile    | 1968-1969 |
| Colo-Colo              | Chile    | 1970-1971 |
| Santiago Wanderers     | Chile    | 1972      |
| Deportivo Pereira      | Colombia | 1974      |
| Independiente Santa Fe | Colombia | 1975-1976 |
| Unión Magdalena        | Colombia | 1977-1981 |
| Deportivo Pereira      | Colombia | 1982      |
| Huachipato             | Chile    | 1983-1984 |
| Audax Italiano         | Chile    | 1985      |

## Palmarés

### Como jugador

#### Campeonatos nacionales
| Título                  | Club      | País  | Año  |
| ----------------------- | --------- | ----- | ---- |
| Primera División        | Colo-Colo | Chile | 1941 |
| Primera División        | Colo-Colo | Chile | 1944 |
| Campeonato de Campeones | Colo-Colo | Chile | 1945 |
| Primera División        | Colo-Colo | Chile | 1947 |

### Como entrenador
| Título           | Club                   | País     | Año  |
| ---------------- | ---------------------- | -------- | ---- |
| Segunda División | Palestino              | Chile    | 1952 |
| Segunda División | O'Higgins-Braden       | Chile    | 1954 |
| Segunda División | Green Cross            | Chile    | 1963 |
| Segunda División | Antofagasta Portuario  | Chile    | 1968 |
| Primera División | Colo-Colo              | Chile    | 1970 |
| Primera División | Independiente Santa Fe | Colombia | 1975 |
| Segunda División | Huachipato             | Chile    | 1984 |